# NGC 5729
NGC 5729 (również PGC 52507) – galaktyka spiralna (Sb), znajdująca się w gwiazdozbiorze Wagi. Odkrył ją William Herschel 4 lutego 1786 roku.